# Europamästerskapen i friidrott 2024 – Damernas 400 meter
Damernas 400 meter vid europamästerskapen i friidrott 2024 avgörs mellan den 8 och 10 juni 2024 på Olympiastadion i Rom i Italien.
Guldet togs av polska Natalia Kaczmarek efter ett lopp på 48,98 sekunder, vilket blev ett nytt nationsrekord och europaårsbästa. Silvret togs av irländska Rhasidat Adeleke och bronset togs av nederländska Lieke Klaver.

## Rekord
| Rekord inför EM 2024 | Rekord inför EM 2024 | Rekord inför EM 2024 | Rekord inför EM 2024    | Rekord inför EM 2024 |
| -------------------- | -------------------- | -------------------- | ----------------------- | -------------------- |
| Världsrekord         | Marita Koch (GDR)    | 47,60                | Canberra, Australien    | 6 oktober 1985       |
| Europarekord         | Marita Koch (GDR)    | 47,60                | Canberra, Australien    | 6 oktober 1985       |
| Mästerskapsrekord    | Marita Koch (GDR)    | 48,16                | Aten, Grekland          | 8 september 1982     |
| Världsårsbästa       | Femke Bol (NED)      | 49,17                | Glasgow, Storbritannien | 2 mars 2024          |
| Europaårsbästa       | Femke Bol (NED)      | 49,17                | Glasgow, Storbritannien | 2 mars 2024          |

## Program
Alla tider är lokal tid (UTC+1)
| Datum        | Tid   | Omgång      |
| ------------ | ----- | ----------- |
| 8 juni 2024  | 12:20 | Försöksheat |
| 9 juni 2024  | 20:05 | Semifinaler |
| 10 juni 2024 | 21:50 | Final       |

## Resultat

### Försöksheat
De 12 snabbaste friidrottarna 0q0 gick vidare till semifinalerna. De 10 högst rankade friidrottarna fick starta i semifinalerna och behövde inte delta i försöksheaten.
| Placering | Heat | Bana | Namn                   | Nationalitet | Tid   | Noteringar |
| --------- | ---- | ---- | ---------------------- | ------------ | ----- | ---------- |
| 1         | 1    | 6    | Amandine Brossier      | Frankrike    | 51,30 | 0q0, 0SB0  |
| 2         | 2    | 8    | Lurdes Gloria Manuel   | Tjeckien     | 51,36 | 0q0        |
| 3         | 2    | 5    | Alice Mangione         | Italien      | 51,71 | 0q0, 0SB0  |
| 4         | 2    | 3    | Berta Segura           | Spanien      | 51,92 | 0q0, 0PB0  |
| 5         | 3    | 3    | Tereza Petržilková     | Tjeckien     | 51,96 | 0q0        |
| 6         | 2    | 9    | Justyna Święty-Ersetic | Polen        | 52,01 | 0q0        |
| 7         | 3    | 8    | Anna Polinari          | Italien      | 52,06 | 0q0        |
| 8         | 2    | 7    | Maryana Shostak        | Ukraina      | 52,07 | 0q0, 0PB0  |
| 9         | 1    | 7    | Iga Baumgart-Witan     | Polen        | 52,18 | 0q0, 0SB0  |
| 10        | 2    | 6    | Lisa Lilja             | Sverige      | 52,18 | 0q0, 0PB0  |
| 11        | 1    | 4    | Giancarla Trevisan     | Italien      | 52,22 | 0q0, 0SB0  |
| 12        | 2    | 4    | Giulia Senn            | Schweiz      | 52,24 | 0q0        |
| 13        | 1    | 8    | Julia Niederberger     | Schweiz      | 52,42 | 0SB0       |
| 14        | 1    | 9    | Cátia Azevedo          | Portugal     | 52,53 |            |
| 15        | 3    | 4    | Helena Ponette         | Belgien      | 52,57 |            |
| 16        | 3    | 6    | Astri Ertzgaard        | Norge        | 52,78 |            |
| 17        | 3    | 7    | Mette Baas             | Finland      | 52,94 |            |
| 18        | 3    | 5    | Maja Ćirić             | Serbien      | 52,96 |            |
| 19        | 1    | 5    | Kateryna Karpjuk       | Ukraina      | 53,06 |            |
| 20        | 3    | 9    | Tetiana Melnyk         | Ukraina      | 54,06 |            |

### Semifinaler
De två första i varje heat 0Q0 samt de två snabbaste tiderna 0q0 kvalificerade sig för finalen.
| Placering | Heat | Bana | Namn                       | Nationalitet   | Tid   | Noteringar |
| --------- | ---- | ---- | -------------------------- | -------------- | ----- | ---------- |
| 1         | 1    | 8    | Rhasidat Adeleke*          | Irland         | 50,54 | 0Q0, EU23L |
| 2         | 3    | 7    | Lieke Klaver*              | Nederländerna  | 50,57 | 0Q0        |
| 3         | 2    | 8    | Natalia Kaczmarek*         | Polen          | 50,70 | 0Q0        |
| 4         | 1    | 5    | Laviai Nielsen*            | Storbritannien | 50,73 | 0Q0, 0PB0  |
| 5         | 3    | 8    | Sharlene Mawdsley*         | Irland         | 50,99 | 0Q0        |
| 6         | 1    | 7    | Lurdes Gloria Manuel       | Tjeckien       | 51,06 | 0q0, 0NRJ0 |
| 7         | 2    | 5    | Andrea Miklós*             | Rumänien       | 51,13 | 0Q0        |
| 8         | 2    | 6    | Susanne Gogl-Walli*        | Österrike      | 51,14 | 0q0, 0SB0  |
| 9         | 3    | 9    | Alice Mangione             | Italien        | 51,34 | 0PB0       |
| 10        | 2    | 7    | Sophie Becker*             | Irland         | 51,54 |            |
| 11        | 3    | 5    | Helena Ponette             | Belgien        | 51,65 |            |
| 12        | 1    | 9    | Amandine Brossier          | Frankrike      | 51,78 |            |
| 13        | 3    | 2    | Maryana Shostak            | Ukraina        | 51,99 | 0PB0       |
| 14        | 2    | 9    | Tereza Petržilková         | Tjeckien       | 52,05 |            |
| 15        | 3    | 6    | Victoria Ohuruogu*         | Storbritannien | 52,07 |            |
| 16        | 3    | 4    | Giulia Senn                | Schweiz        | 52,16 | 0SB0       |
| 17        | 3    | 3    | Justyna Święty-Ersetic     | Polen          | 52,18 |            |
| 18        | 2    | 4    | Anna Polinari              | Italien        | 52,53 |            |
| 19        | 2    | 3    | Berta Segura               | Spanien        | 52,53 |            |
| 20        | 2    | 2    | Lisa Lilja                 | Sverige        | 52,55 |            |
| 21        | 1    | 2    | Giancarla Trevisan         | Italien        | 52,59 |            |
| 22        | 1    | 3    | Astri Ertzgaard            | Norge          | 52,82 |            |
| 23        | 1    | 6    | Modesta Justė Morauskaitė* | Litauen        | 52,95 |            |
| 24        | 1    | 4    | Julia Niederberger         | Schweiz        | 52,97 |            |
| 99        | 1    |      | Iga Baumgart-Witan         | Polen          | 0DNS0 |            |

*Friidrottare som fick starta mästerskapet i semifinalen

### Final
| Placering | Bana | Namn                 | Nationalitet   | Tid   | Noteringar  |
| --------- | ---- | -------------------- | -------------- | ----- | ----------- |
| 1         | 7    | Natalia Kaczmarek    | Polen          | 48,98 | 0EB0, 0NR0  |
| 2         | 6    | Rhasidat Adeleke     | Irland         | 49,07 | EU23L, 0NR0 |
| 3         | 8    | Lieke Klaver         | Nederländerna  | 50,08 | 0SB0        |
| 4         | 3    | Lurdes Gloria Manuel | Tjeckien       | 50,52 | WU20L       |
| 5         | 9    | Andrea Miklós        | Rumänien       | 50,71 | 0SB0        |
| 6         | 5    | Laviai Nielsen       | Storbritannien | 50,71 | 0PB0        |
| 7         | 2    | Susanne Gogl-Walli   | Österrike      | 51,23 |             |
| 8         | 4    | Sharlene Mawdsley    | Irland         | 51,59 |             |